# Walther Otto Müller
Walther Otto Müller, auch Otto Müller, (* 20. Juni 1833; † 17. Juli 1887 in Gera) war ein deutscher Kunstgärtner und
Botaniker
mit dem Autorenkürzel W.O.Müll.
Seine Beobachtungen und Sammeltätigkeiten konzentrierten sich auf die Region um Gera mit dem Interessenschwerpunkt auf Kryptogamen, im Besonderen der Bryologie (Moose) und der Lichenologie (Flechten). Er sammelte Pflanzen und Pflanzenteile und verkaufte diese in Form von Herbarien.
Verwechselungsgefahr besteht mit:
- dem zwischen 1870 und 1919 in Gera wirkenden Illustrator (Aquarell, Grafik) und Lithografen für botanische Nachschlagewerke Walther Müller bzw. Wilhelm Walter Müller mit der Signatur 'WM' oder 'WMüller'.
- dem zwischen 1871 und 1912 zu Algen, besonders den Kieselalgen (Diatomaceae, Bacillariaceae), forschenden Verlagsbesitzer, Botaniker und Phykologen Georg Ferdinand Otto Müller in Berlin (1837–1917), mit Taxonomie-Autorennamen O.Müller oder Otto Müller bzw. Autorenkürzel O.Müll..
- dem 1886 zur Pflanzenphysiologie (Bewegung von Pflanzen wie Ranken) in Breslau forschenden deutschen Biologen Dr. E. G. Otto Müller (1857–?); Kürzel E.G.O.Müll.

## Leben
Er nannte sich zu Anfang nur Otto, weil in der damaligen Zeit und der Region der zweite Vorname wichtiger war als der erste Vorname. Müller erforschte die regionale Flora und veröffentlichte häufig nur die Artnamen in einer taxonomischen Baumstruktur mit Angaben zu Fundorten und Wuchsbedingungen. Er schrieb zusammen mit R. Schmidt über die gesamte Flora in seiner Region. Später spezialisierte sich Müller auf Kryptogamen und dort besonders auf die Flechten und Moose, zu denen er ausführlich schrieb.
Er war Herausgeber von Herbarien getrockneter Pflanzen, Flechten und Moose, die er über Verlage vertrieb.
Die Region Gera war Mitte des 19. Jahrhunderts relativ artenreich, weil die Topografie Pflanzen aus dem Flachland wie auch Arten aus bergigen Gebieten ermöglichte.
Müller unterstützte die überregionalen Werke anderer Autoren durch die Weitergabe von Beobachtungen.
Für seine späten Werke zeichnete er Illustrationen, die er von Lithografischen Anstalten lithografieren und drucken ließ.
Behördlich wurde er als Otto Müller mit dem Hauptberuf „Kunstgärtner“ registriert, was einem heutigen Garten- und Landschaftsgärtner entspricht. Er wohnte in der gleichen Adresse wie der Druckereibesitzer Hermann Müller mit seinem Betrieb.

## Werke als Otto Müller
- Flora von Gera. – Systematisches Verzeichnis der im Fürstentum Reuß-Gera [ ... ]. – 1. Abtheilung. – Phanerogamen. Gera 1857 (mit: Robert Schmidt)[7][8][9][4]
- Cryptogamen. – Flora von Gera. – I. Hälfte. In: Zeitschr. f. d. ges. Naturw. 1858. (mit R. Schmidt, 2. Abtheilung von Flora von Gera, auch genannt: Kryptogamenflora von Gera.)[10][8][9][11]
- Flora von Gera. – Systematisches Verzeichnis der im Fürstentum Reuß-Gera [ ... ]. – 2. Abtheilung. – Cryptogamen. – Erste Hälfte. Halle 1858 (mit R. Schmidt, Kopie des Artikels aus der Zeitschrift)[12][13]
- Zweiter Nachtrag zur Flora von Gera. In: Jahresbericht der Gesellschaft von Freunden der Naturwissenschaften in Gera. 1859, Jg. II, S. 24–28 (mit: R. Schmidt)[11][8]
- Dritter Nachtrag zur Flora von Gera. In: Jahresber. d. Ges. v. Freund. d. Naturw. in Gera. 1860, Jg. III, S. 60–62 (mit R. Schmidt)[14][15]
- Vierter Nachtrag zur Flora von Gera. In: Jahresber. d. Ges. v. Freund. d. Naturw. in Gera. 1861, Jg. IV, S. 50–52 (mit R. Schmidt)[16][14]
- Beiträge zur Kryptogamenkunde von Gera. In: 5. Jahresber. d. Ges. v. Freu. d. Naturw. z. Gera. 1862, S. 57.[17][9]
- Die am häufigsten vorkommenden essbaren und giftigen Schwämme. Zum Gebrauche in Schule und Haus. Verbesserte 2. Auflage, Herm. Kanitz, Gera 1872 (mit Ernst Buschendorf, 15 Tafeln Farbenlithografie von E. Buchendorf).[18][19][20]
- Cryptogamen-Flora: enthaltend [ ... ] – Cryptogamen Deutschlands – I. Theil – Flechten. 1874 (mit Gustav Pabst; 520 Abb. auf 12 s/w lith. Tafeln)[4][21][11]
- Cryptogamen-Flora: enthaltend [ ... ] – Die Flechten und Pilze – I. Theil – Flechten. 1876 (mit Gustav Pabst; s/w Lith.)[4][22]
- Cryptogamen aus dem Walde. Schmidt & Günther, Leipzig 1876, (mit Hugo Eck; Kauf-Herbarium, Exsikkate, Faszikel 1–3, 1. Lieferung: Laub- und Torfmoose; 2. Lieferung: Flechten; 3. Lieferung: Lebermoose)[23][24][25][26]
- Kryptogamen aus dem Walde. Schmidt & Günther, Leipzig 1979 u. 1880, (mit Hugo Eck Revierförster; Kauf-Herbarium, Exsikkate, 3 Lieferungen; 1. Lfg.: Laub- und Torfmoose, 138 Nummern; 2. Lfg.: Flechten, 138 Nummern; 3. Lfg.: Lebermoose, 37 Nummern)[11][1]

## Werke als Walther Otto Müller
- Flora der Reussischen Länder und deren nächster Umgebungen. (Phanerogamen). Gera u. Leipzig, 1863.[27][9][8][28][29]
- Cryptogamen-Herbarium der Thüringischen Staaten. C. B. Griesbach, Gera, 5 Lieferungen von 1868 bis 1869 (Kauf-Herbarium, Holzkiste, Serie 1–5, Angekündigt wurden 50 Tafeln; 49 Tafeln, 227 getrocknete Spezies (Exsikkaten), Teile: Flechten, Leber- u. Laubmoose, Farren, Lycopodien, Equisetaceen)[3][30][31][4][32][33][34]
- Cryptogamen-Herbarium der Thüringen'schen Staaten. Gera 1869, (Kauf-Herbarium, 5 Lieferungen (Ser.), 69 Tafeln, 319 getrocknete Spezies, Serie I: Flechten auf 12 Tafeln)[35][36]
- Cladoniaceen von Nord-Deutschland. C.B. Griesbach, Gera 1869, (Kauf-Herbarium, Exsikkate, 16 Bl., 50 Spez., 47 nach Determination durch J. B. Holzinger)[4][37][35][31][38][4][39]
- Gramineen-Herbarium. Jahr unbekannt (vor 1872) (Kauf-Herbarium, Exsikkate, Gramineae sind heute: Poaceae=Süßgräser)[31][40]
- Tafeln zur Bestimmung der in Deutschland, Oesterreich, der Schweiz und Italien wildwachsenden sowie in Anlagen cultivirten Pflanzen, nebst erläuterndem Text in systematischer Ordnung mit zahlreichen Abbildungen, nach der Natur auf Stein gezeichnet. R. Streller, Leipzig 1876, (1. Lieferung: 40 Seiten u. 6 Tafeln; Ges: mindestens 120 Seiten)[41][42]
- Album der Cryptogamen-Welt. – Ser. 1 – Die Laubmoose, Lebermoose und Flechten, Gera 1877, (Kauf-Herbarium, 10 Tafeln in Größe 'Folio')[4][43][44]
- Die Lebermoose. G.Pabst (Hrsg.), 1877, (Zeichnungen von W.O.Müller u. G. Pabst)[45][3]
- Beiträge zur Kryptogamenflora von Nordwest-Thüringen. In: Irmischia. III (1883), S. 43–47 (Teil 1 von 4)[46]
- Beiträge zur Kryptogamenflora von Nordost-Thüringen. In: Irmischia. III (1883), S. 51–52 (Teil 2 von 4)[47][3]
- Beiträge zur Kryptogamenflora von Nordost-Thüringen. Fs. In: Irmischia. III (1883), S. 61–62 (Teil 3 von 4)[48][3]
- Beiträge zur Kryptogamenflora von Südost-Thüringen. In: Irmischia. IV (1884), S. 4–6 (Teil 4 von 4)[49][3][8][9]
- Landwirthschaftliches Herbarium. Jahr unbekannt (Kauf-Herbarium, Exsikkate)[50]

## Biografien
Jan-Peter Frahm, Jens Eggers: Lexikon deutschsprachiger Bryologen. Band 1, Norderstedt 2001, ISBN 3-8311-0986-9, S. 348.
Frans A. Stafleu, Richard S. Cowan: Taxonomic literature – A selective guide to botanical publications and collections with dates, commentaries and types – Volume III: Lh–O. Utrecht 1981, ISBN 90-313-0444-1, S. 651–652.